# Грегген, Уильям
Уильям Грегген (англ. William Greggan) — британский полицейский и перетягиватель каната, серебряный призёр летних Олимпийских игр 1908.
На Играх 1908 в Лондоне Грегген участвовал в турнире по перетягиванию каната, в котором его команда заняла второе место.